# جهنرا بيغوم
جَهَنَرا بيغوم صاحب ((بالأردوية: شاهزادی  جہاں آرا بیگم صاحب)‏) (2 أبريل 1614 – 16 سبتمبر 1681)  أميرة من الإمبراطورية المغولية كانت الابنة الأكبر سنا وعلى قيد الحياة  للإمبراطور شاه جهان والإمبراطورة ممتاز محل. كما كانت الشقيقة الأكبر سنا لخليفة والدها، الإمبراطور المغولي السادس أورنجزيب. بعد وفاة الإمبراطورة ممتاز محل  من مضاعفات ولادة طفلها الرابع عشر، تقلدت جَهَنَرا منصب السيدة الأولى للإمبراطورية المغولية خلفا لأمها.

## السيرة الذاتية
أوكل التعليم المبكر لجَهَنَرا إلى ساتي النساء هانم، أخت  الشاعر الحائز على جائزة، تالي العميد آمولي. ساتي النساء هانم كانت معروفة بتمكنها من القرآن والأدب الفارسي، فضلا عن معرفتها بآداب النظافة والطب. كما شغلت منصب  السيدة المديرة في خدمة ممتاز محل، أم جَهَنَرا.
العديد من النساء في الأسرة المالكة كنَّ متمكِّنات في القراءة وكتابة الشعر والرسم. كما أنهن كن يلعبنّ الشطرنج، البولو والصيد في الهواء الطلق.كان للنساء حق وُلُوج إلى  مكتبة «أكبر»، المليئة بالكتب على أديان العالم والأدب الفارسي والتركي والهندي. جَهَنَرا إستفادت من نفس تلك الحقوق والامتيازات. كانت في خضَّم لعبة  الشطرنج  اليومية مع والدها شاه جهان    عندما علموا أول الأمر بصعوبات ولادة ممتاز محل. جَهَنَرا هرعت إلى جانب والدتها ولكن لم تستطع فعل شيء لانقاذ حياتها.